# 沈垔
沈垔（？—？），浙江嘉興府平湖縣人，明朝政治人物。

## 生平
嘉靖四年（1525年）乙酉科浙江鄉試第五十八名舉人，嘉靖五年（1526年）丙戌科三甲第六十名進士。授山陽縣知縣。

## 家族
從兄沈堂、沈圻、沈塤、沈坤、沈壕、沈垓，從弟沈垹、沈坰、沈坪、沈垣、沈地、沈圲、沈奎、沈基、沈塙、沈墀。